# Monte Peacock
Il Monte Peacock (in lingua inglese: Mount Peacock) è una montagna antartica di forma piramidale, alta 3.210 m, situata proprio alla testa del Ghiacciaio Kelly, 2,6 km a sudovest del Monte Herschel, che fa parte dei Monti dell'Ammiragliato, in Antartide.
Il monte fu scoperto nel gennaio 1841 dall'esploratore inglese James Clark Ross, che gli assegnò la denominazione in onore del matematico e reverendo inglese George Peacock, decano della Cattedrale di Ely.